# 須藤正裕
須藤 正裕（すどう まさひろ、1956年12月17日 - ）は、日本の俳優である。東京都出身。現在の所属事務所はオフィス佐々木。
一時期には須藤雅宏の名義を用いていた。

## 来歴・人物
明治大学商学部卒業後、武道専門誌『月刊空手道』の編集者を経て俳優にスカウトされ、1982年放映のテレビドラマ『刑事ヨロシク』でデビュー。以後、村川透、瀬川昌治らの作品を中心に演技の幅を広げ活動。
2008年には中国映画『たった一人のオリンピック』（zh:一个人的奥林匹克）に出演。これを機に中国語を猛特訓し多数の中国映画・テレビドラマに出演している。
明治大学中国武術研究会の主将をつとめるなど学生時代から多くの武道に精通しており、一時松田隆智に師事し、NHKの『600 こちら情報部』で蟷螂拳を披露したこともある。迫力あるアクションや殺陣は高い評価を受けている。
2013年に北京に転居。主な活動の場を中国に移している。

## 出演

### テレビドラマ
- 真田太平記（1985年、NHK） - 本多政重
- 時空戦士スピルバン（1986年・テレビ朝日） - ヨウキ
- 世界忍者戦ジライヤ（1988年・テレビ朝日） - 城忍 フクロウ男爵
- 月曜・女のサスペンス「夜の終る時」（1991年2月18日、テレビ東京） - 関口隆夫
- 火曜サスペンス劇場
  - 松本清張作家活動40年記念スペシャル・ゼロの焦点」（1991年7月9日、日本テレビ・近代映画協会） - 青木
  - 女弁護士高林鮎子20・豊肥本線早春の死角（1997年3月11日放送、日本テレビ・東映） − 長浜重治
- 月曜・女のサスペンス「愛がこわれる時」（1991年11月4日、テレビ東京）
- 月曜ドラマスペシャル「松本清張サスペンス 黒い画集・証言」（1992年10月19日、TBS・木下プロダクション）
- 金曜エンタテイメント「松本清張三回忌特別企画・草の陰刻」（1994年8月5日、CX・レオナ） - 武藤検事
- 静かなるドン（1994年） - 沖田寝多
- 剣客商売（フジテレビ）
  - 第1シリーズ 第2話「井関道場四天王」（1998年10月21日） - 後藤九兵衛
  - 第5シリーズ 第3話「越後屋騒ぎ」（2004年、CX / 松竹） - 清水
- 大岡越前（TBS / C.A.L）
  - 第15部 第10話「信じるこころ」（1998年11月16日） - 沢田源蔵 ※須藤正裕名義
  - ナショナル劇場50周年記念特別企画 大岡越前 2時間スペシャル（2006年3月20日） - 鮫七
- はみだし刑事情熱系 第2シリーズ（1998年） - 谷岡茂
- 暴れん坊将軍IX 第32話「母なればこそ 椿の花は知っていた」（1999年、テレビ朝日・東映） - おぼろの藤兵衛
- 月曜ドラマスペシャル 雨に眠れ（2000年5月29日、TBS） - 榊原警視正
- 京極夏彦 「怪」 第4話「福神ながし」（2000年9月15日、WOWOW） - 額三
- ウルトラマンコスモス（2001年 - 2002年、毎日放送） - 佐原司令官
- 月曜ミステリー劇場 「探偵 左文字進8・鶴冨姫伝説の殺意」（2003年9月29日・TBS） - 南条
- 水戸黄門（TBS / C.A.L）
  - 第28部 第32話「リストラを吹っ飛ばせ! -防府-」 （2000年11月6日） - 及川十兵衛
  - 第29部 第8話「友よ、立ちあがれ!・奈良」（2001年5月21日） - 加納主膳
  - 第31部 第15話「俺たち日本一の用心棒」 -龍野-」（2003年2月3日） - 松風吉弥
  - 第32部 第5話「記憶を消した若き妻・妻籠」（2003年8月25日） - 源内
  - 第33部 第16話「娘を守った幽霊騒動-出石-」(2004年8月9日)　- 塩谷時蔵
  - 第37部 第10話「死ぬな! 風の鬼若!! -能代-」（2007年6月11日） - 甚内
  - 第38部 第14話「盗っ人最後の恩返し -浜松-」（2008年4月21日） - 山猫の文治
  - 第40部 第20話「見たか江戸っ子の心意気 -江戸-」 （2009年12月21日） - 後藤源二郎
  - 第42部 第1話、第5話（2010年） - 菱川権六
  - 水戸黄門 第1シリーズ 第4話「悪を糺した弥治郎こけし -白石-」（2017年、C.A.L / BS-TBS） - 山西頼母
- 南町奉行事件帖 怒れ!求馬II（1999年、TBS / C.A.L） - 権田権之進
- 多摩南署たたき上げ刑事・近松丙吉4（2004年） - 成瀬医師
- 八州廻り桑山十兵衛〜捕物控ぶらり旅（2007年） - 佐鳥浦八郎
- ケータイ捜査官7（2008年・テレビ東京） - 三本爪の男
- 必殺仕事人2009 第18話「的は婿殿」（2009年5月29日） - 北村喜兵衛
- ギルティ 悪魔と契約した女（2010年・関西テレビ） - 刑事部長
- ドラマスペシャル「SP〜警視庁警護課」（2011年10月8日・テレビ朝日） - 脅迫犯
- 月曜名作劇場 「はぐれ署長の殺人急行1」（2016年、TBS） - 谷川英二
- 復讐捜査〜警察犬と刑事の殺人追跡行〜（2018年、テレビ朝日） - 吉野刑事
- 西村京太郎トラベルミステリー73 Final（2022年） - 王笑龍

### 映画
- 夜汽車（1987年）
- 湘南爆走族（1987年）
- 行き止まりの挽歌 ブレイクアウト（1988年）
- もっともあぶない刑事（1989年）
- 天と地と（1990年）
- BEST GUY（1990年）
- 女がいちばん似合う職業（1990年）
- よるべなき男の仕事・殺し（1991年）
- 七人のおたく（1992年）
- あぶない刑事リターンズ（1996年）　- 木内
- まむしの兄弟（1997年）
- 借王4（1998年）- 東西銀行 調査部 タカヤ
- 修羅がゆく11 名古屋頂上戦争（2000年）- 五代組組長 五代哲
- 日本抗争列島 牙の如く（2001年）
- 新・極道三国志 シリーズ（2003年）
  - 新・極道三国志 首都攻防篇（2003年）
  - 新・極道三国志2 伊豆代理戦争勃発（2003年）
- 修羅のみち シリーズ（2004年）　- 関西山王組若頭 兵藤伸吾
  - 修羅のみち9 北九州烈死篇（2004年）
  - 修羅のみち10 九州全面戦争（2004年）
  - 修羅のみち11 四国最終戦争（2004年）
  - 修羅のみち12 完結篇（2004年）
- ハイキック・ガール!（2009年） - 竜足
- 28 1/2 妄想の巨人（2010年） - 怒れるプロデューサー
- THE NEXT GENERATION -パトレイバー- 首都決戦（2015年）
- さらば あぶない刑事（2016年） - 伊能丈治

### Vシネマ
- クライムハンター3 皆殺しの銃弾（1990年）
- 兇悪の牙（1991年）
- 野獣都市 天使の囁き（1991年）
- 獣のように・完結編（1992年）
- 復讐の掟（1992年）
- 新書ワル 完結篇（1993年）
- ボディガード牙（1993年）
- デカ玉金助三郎（1994年）
- ファイナルファイター（1994年）
- 龍王・獣たちの掟（2002年）
- 仁義 シリーズ（1996年、2000年、2002年、2003年、2005年、2006年）
  - 仁義10・流血の代紋戦争（1996年） - 富樫組・海童
  - 仁義24・反逆者狩り（2000年） - 中京連合・笹原
  - 仁義32・裏切りの代償（2002年） - 内田組・室戸
  - 仁義36・反逆の銃弾（2003年） - 大道組・羽村
  - 仁義43・流血の抗争（2005年） - 始末屋・上岡
  - 仁義46・内部戦争勃発（2006年） - 酒井組若頭・梶本
  - 仁義47・極道報復戦争（2006年） - 酒井組若頭・梶本
  - 仁義48・代紋戦争激化（2006年） - 酒井組若頭・梶本
- 修羅外道 本家襲撃（2006年） - 二代目時定一家総長 門多
- 新・修羅の軍団2（2010年）

など